# Kepler-1606
Kepler-1606 è una stella nana gialla visibile nella costellazione della Lira, distante circa 2870 anni luce dal sistema solare. Nel 2016, nell'ambito della Missione Kepler, è stato scoperto un pianeta extrasolare che orbita nella sua zona abitabile, dove potrebbero esistere le condizioni adatte per l'esistenza dell'acqua liquida sulla superficie del pianeta.

## Caratteristiche
Non è nota con precisione la sua classe spettrale, tuttavia essendo la sua massa circa il 90% di quella del Sole e il suo raggio l'86%, dovrebbe trattarsi di una nana gialla poco più fredda e con una luminosità del 57% rispetto al Sole.

## Sistema planetario
Il pianeta scoperto, Kepler-1606 b, orbita attorno alla stella in circa 196 giorni, il suo raggio è il doppio di quello terrestre. La massa non è nota con certezza, tuttavia potrebbe essere vicina a 5 volte quella terrestre e il pianeta, piuttosto che un pianeta roccioso potrebbe essere un mininettuno (nano gassoso) senza superficie solida. Esiste anche la possibilità che si tratti di un pianeta oceanico. Riceve il 41% in più della radiazione che la Terra riceve dal Sole, e la sua temperatura di equilibrio, assumendo un'albedo paragonabile a quella terrestre, è di 277 K (quasi 20 gradi in più della temperatura di equilibrio terrestre).
Prospetto del sistema
| Pianeta       | Tipo        | Massa   | Raggio  | Periodo orb.   | Sem. maggiore | Eccentricità | Scoperta |
| ------------- | ----------- | ------- | ------- | -------------- | ------------- | ------------ | -------- |
| Kepler-1606 b | Mininettuno | 4,94 M⊕ | 2,07 r⊕ | 196,435 giorni | 0,6421 UA     | 0,06         | 2016     |